# (910) Anneliese
Anneliese és l'asteroide número 910. Va ser descobert per l'astrònom Karl Wilhelm Reinmuth des de l'observatori de Heidelberg (Alemanya), l'1 de març de 1919. La seva designació alternativa és 1919 FB.